# ACE FACTORY
ACE FACTORY（韓語：에이스팩토리）是韓國一家綜合娛樂公司，業務範疇包含藝人經紀以及影視製作。

## 公司沿革
ACE FACTORY成立於2018年。2019年以劉宰明、太仁鎬、全錫浩、張勝祖為開端，計畫引進多樣的演員，進行綜合經營；同年陆续签入李奎炯、廉惠蘭、鄭柔美、尹世雅、申多恩、羅映姬、崔代勳、李浚赫、李裕英、文晶熙等人。
2019年10月，该公司被MICROTECH收购。2023年4月，N2TECH将持有的33.33%股份售予網石遊戲子公司Netmarble F&C，Netmarble F&C亦计划收购ACE FACTORY其他主要股东的全部股份；至2023年10月，Netmarble F&C持有ACE FACTORY 51.8%的股份，并通过子公司Metabus娱乐兼并ACE FACTORY。

## 旗下藝人

### 男演員
- 劉宰明（2019年—）
- 全錫浩（2019年—）
- 張勝祖（2019年—）
- 俞成柱（2019年—）
- 李奎炯（2019年—）
- 崔代勳（2019年—）
- 李浚赫（2019年—）
- 安東九（2019年—）
- 李河汩（2019年—）
- 河俊（2019年—）
- 许栋元（2020年—）
- 金永敏（2021年—）
- 李圭會（2021年—）[10]
- 姜信曉（2021年—）
- 金東輝（2022年—）
- 崔英俊（2023年—）
- 李鐘奭（2024年—）[11]
- 金康珉（2024年—）[12]
- 奉宰鉉（2025年—）[13]

### 女演員
- 廉惠蘭（2019年—）
- 南基愛（2019年—）
- 尹世雅（2019年—）
- 李裕英（2019年—）
- 文晶熙（2019年—）
- 李施昤（2020年—）
- 崔成恩（2020年—）
- 韓惠軫（2020年—）
- 申藝瑞（2023年—）
- 姜末今（2023年—）
- 金泰妍（2025年—）[14]
- 郑信惠
- 表永瑞

## 已離開的藝人
- 申成民（2019年—2020年）
- 徐永嬅（2020年）
- 鄭柔美（2019年—2021年）
- 宋熙俊（송희준）（2020年—2021年）
- 金亞中（2020年—2023年）
- 太仁鎬（2019年—2022年）
- 申正允（2019年—2022年）
- 申多恩（2019年—2023年）
- 林成彬（2019年—2023年）
- 洪智熙（2021年—2023年）
- 金亞松（2019年—）
- 劉建（2019年—）
- 趙賢植（2019年—）
- 李雅賢（2020年—）
- 郑采怡（2020年—）
- 崔光济（2019年—2024年）
- 南賢宇（남현우）（2022年—2024年）
- 李周映（2019年—2024年）[15]
- 崔熙真（2024年）[16]
- 朴明勳（2020年—2024年）
- 朴成根（2021年—2024年）
- 羅映姬（2019年—？）
- 鄭雲鮮（2021年—2024年）
- 李寒星（2023年—？）[17]
- 姜泰佑
- 郭振碩
- 楊智洙

## 影視製作

### 劇集
- 2019年：tvN《自白》
- 2019年：KBS2《生日信》
- 2020年：JTBC《天氣好的話，我會去找你》
- 2020年：tvN《秘密森林2》
- 2022年：Disney+《迷網追兇》
- 2022年：JTBC《Insider》
- 2024年：Disney+《支配物種》
- 2024年：TVING《或好或壞的東載》

### 电影
- 待定：《雨光》

## 外部連結
- ACE FACTORY的Instagram帳戶
- ACE FACTORY Naver Post（页面存档备份，存于）
- NAVER上搜尋ACE FACTORY